# Paracilicaea stauros
Paracilicaea stauros är en kräftdjursart som beskrevs av Marilyn Schotte och Brian Frederick Kensley. Paracilicaea stauros ingår i släktet Paracilicaea och familjen klotkräftor.
Artens utbredningsområde är Seychellerna. Inga underarter finns listade i Catalogue of Life.